# Supertaça Cândido de Oliveira 2003
La Supertaça Cândido de Oliveira 2003 è stata la 26ª edizione di tale competizione, la 3ª a finale unica. È stata disputata il 10 agosto 2003 all'Estádio D. Afonso Henriques di Guimarães. La sfida ha visto contrapposte il Porto di José Mourinho, vincitore sia della Primeira Liga 2002-2003 che della Taça de Portugal 2002-2003, ed l'União de Leiria, in qualità di finalista nella coppa nazionale.
Ad aggiudicarsi il trofeo, per la 13ª volta nella storia, è stato il Porto.

## Le squadre
| Squadre      | Qualificazione                                                             | Partecipazioni precedenti (il grassetto indica la vittoria)                                                           |
| ------------ | -------------------------------------------------------------------------- | --- |
| Porto        | Vincitore della Primeira Liga 2002-2003 e della Taça de Portugal 2002-2003 | 19 (1979, 1981, 1983, 1984, 1985, 1986, 1988, 1990, 1991, 1992, 1993, 1994, 1995, 1996, 1997, 1998, 1999, 2000, 2001) |
| União Leiria | Finalista della Taça de Portugal 2002-2003                                 | Prima partecipazione assoluta                                                                                         |

## Tabellino
| Arbitro: | Proença (Lisbona) |

|              |           |  |
| Costinha 53’ | Marcatori |  |

| Porto | União Leiria |

### Formazioni
| Porto         |    |                    |     |     |
|               |    |                    |     |     |
| P             | 99 | Vítor Baía ()      |     |     |
| D             | 22 | Paulo Ferreira     |     |     |
| D             | 3  | Pedro Emanuel      |     |     |
| D             | 4  | Ricardo Carvalho   |     |     |
| D             | 8  | Nuno Valente       |     |     |
| C             | 23 | Pedro Mendes       | 10’ | 45’ |
| C             | 18 | Maniche            |     |     |
| C             | 10 | Deco               | 29’ |     |
| C             | 15 | Dmitrij Aleničev   |     | 87’ |
| A             | 77 | Benni McCarthy     |     | 73’ |
| A             | 11 | Derlei             |     |     |
| Sostituti:    |    |                    |     |     |
| P             | 13 | Nuno               |     |     |
| D             | 5  | Ricardo Costa      |     |     |
| D             | 16 | César Peixoto      |     |     |
| C             | 6  | Costinha           |     | 45’ |
| C             | 25 | Ricardo Fernandes  |     | 87’ |
| A             | 9  | Edgaras Jankauskas |     |     |
| A             | 20 | Marco Ferreira     |     | 73’ |
| Allenatore:   |    |                    |     |     |
| José Mourinho |    |                    |     |     |

| União Leiria |    |                   |          |     |
|              |    |                   |          |     |
| P            | 1  | Hélton            |          |     |
| D            | 2  | Luís Bilro ()     |          |     |
| D            | 4  | Gabriel           |          |     |
| D            | 19 | Paulo Duarte      | 14’      | 59’ |
| D            | 23 | João Paulo        | 52’, 70’ |     |
| C            | 27 | Edson             |          |     |
| C            | 20 | Caíco             |          |     |
| C            | 5  | Paulo Gomes       | 54’      |     |
| A            | 9  | Ludemar           |          | 71’ |
| A            | 11 | Roudolphe Douala  |          |     |
| A            | 21 | Maciel            |          | 79’ |
| Sostituti:   |    |                   |          |     |
| P            | 12 | Laurent Quiévreux |          |     |
| D            | 14 | Alhandra          |          | 79’ |
| D            | 25 | Nuno Laranjeiro   |          |     |
| C            | 7  | Sérgio Gameiro    |          | 59’ |
| A            | 22 | Freddy            |          | 71’ |
| Allenatore:  |    |                   |          |     |
| Vítor Pontes |    |                   |          |     |